# 塞利亚 (特鲁埃尔省)
塞利亚，是西班牙阿拉贡自治区特鲁埃尔省的一个市镇。总面积125平方公里，总人口2606人（2018），人口密度23人/平方公里。